# Zalika Souley
Zalika Souley est une actrice nigérienne, née en 1947 et morte le 27 juillet 2021.
Elle est une des premières actrices professionnelle de cinéma en Afrique, elle a également fait du théâtre et de la télévision. En 2003, la réalisatrice nigérienne Rahmatou Keïta lui a consacré un documentaire : Allèèssi, une actrice africaine.

## Biographie
À 19 ans, Zalika a joué le rôle féminin principal dans le film Le Retour d'un aventurier de Moustapha Alassane en 1966. La plupart de ses travaux ultérieurs ont été pour Oumarou Ganda : Cabascabo (1968), Le Wazzou polygame (1971), Saïtane (1972) et L'Exilé (1980). Elle a également joué dans Moustapha Alassane de femmes Voitures Villas Argent (1972), dans Yeo Kozoloa 's Petanqui (1983) et Djingarey Maïga l'Aube noire (1983). 
Zalika a apprécié les attributs de la richesse et de la célébrité, atteignant une notoriété pour un comportement public alors considéré comme provocateur, comme s'habiller en pantalon. Cependant, l'industrie cinématographique nigérienne a décliné à partir des années 1980. Le documentaire de 2004 de Rahmatou Keïta Al'lessi... Une actrice africaine dépeint la vie de Souley. Au moment où Keïta a fait son film, Souley et ses quatre enfants vivaient dans une maison de deux pièces à Niamey, sans nourriture ni eau. Le film s'est terminé avec l'information que Zalika était maintenant en Europe travaillant comme femme de chambre, après avoir été forcée d'émigrer en 2000.
Zalika Souley meurt le 27 juillet 2021 des suites d'une longue maladie. Une rue (rue FK 65 ) a été rebaptisée en août 2025 à son nom pour la rendre un hommage et valoriser le patrimoine culturel et historique du Niger.

## Filmographie
- 1966 : Le Retour d'un aventurier
- 1969 : Cabascabo
- 1971 : Le Wazzou polygame
- 1973 : Saitane
- 1980 : L'Exilé
- 1983 : Aube noire
- 2003 : Allèèssi, une actrice africaine